# Airbus A340-200
De Airbus A340-200 is een viermotorig verkeersvliegtuig voor de lange afstanden. Het is het kleinste lid van de Airbus A340-familie. De A340-200 is nooit succesvol geweest, in tegenstelling tot de latere A340-300, A340-500 en A340-600.
De Airbus A340-200 werd in 1993 vervangen door de tweemotorige Airbus A330-200, die op zijn beurt op termijn door de Airbus A350 vervangen moet worden.
De Airbus A340-200 is nog in dienst bij Aerolíneas Argentinas (vier toestellen), Royal Jordanian (vier toestellen) en South African Airways (twee toestellen).